# Реггет, Кен
Кеннет Ли Реггет (англ. Kenneth Lee Wregget; род. 25 марта 1964, Брандон) — бывший канадский хоккейный вратарь, обладатель Кубка Стэнли 1992 года в составе «Питтсбург Пингвинз».

## Игровая карьера
На драфте НХЛ 1982 года был выбран в 3-м раунде под общим 45-м номером клубом «Торонто Мейпл Лифс». После выбора на драфте он вернулся в «Лейтбридж Бронкос», где отыграл ещё два сезона, получив в 1984 году Дел Уилсон Трофи, как лучший вратарь WHL.
Дебютировал в НХЛ за «Мейпл Лифс» в сезоне 1983/84 в матче против «Хартфорд Уэйлерс», где совершил 48 сейвов и помог своей команде выиграть матч. Следующие два сезона он совмещал играми и за «Мейпл Лифс» и за фарм-клуб «Сент-Катаринс Сайнтс». В сезоне 1986/87 он стал основным вратарём команды, оставшись им ещё на следующий сезон, но в сезоне 1988/89 он потерял место в основе, поскольку его дублёр Алан Бестер играл лучше и был лидером по ряду показателей.
В марте 1989 года он был обменян в «Филадельфию Флайерз», где отыграл два с половиной сезона, при этом один из них в качестве основного вратаря. По ходу сезона 1991/92 его обменяли в «Питтсбург Пингвинз», где в конце сезона он выиграл с командой Кубок Стэнли, став бэкапом Тома Баррасо и в течение семи сезонов в «Пингвинз» был уверенным его дублёром.
В последующие годы играл в НХЛ за «Калгари Флэймз» (1998—1999) и «Детройт Ред Уингз» (1999—2000), став в этих командах вторым вратарём.
Его последним клубом в карьере стала «Манитоба Мус», где он сыграл 30 матчей, завершив карьеру по окончании сезона 2000/01 в возрасте 37 лет.